# Castelo de Sernancelhe
O Castelo de Sernancelhe localiza-se na vila, na freguesia e no município de Sernancelhe, no Distrito de Viseu, em Portugal.
Erguido no extremo Sul da região do Douro, vizinho à serra da Lapa e ao caminho que ligava a Guarda a Lamego, guardava a área junto ao rio Távora no século X.

## História
A primitiva ocupação humana de seu sítio remonta ao Neolítico, posteriormente romanizada. No imaginário popular local persistem as lendas sobre as lutas entre cristãos e mouros, que remontam à época da Reconquista.
Construído pelos cavaleiros da Ordem dos Hospitalários, o castelo medieval, em pedra de granito, encontra-se atualmente em ruínas. Embora não estejam classificados e nem constem dos atuais roteiros turísticos da Câmara Municipal, afirma-se do remanescente de seus muros ameados, o visitante pode apreciar a "Casa do Padre", que lhe é vizinha.